# Association for The Exchange of Students for Technical Experience
IAESTE (prononcé aie-ess-té, abréviation de International Association for The Exchange of Students for Technical Experience) est une association internationale pour étudiants, qui a comme but l'organisation annuelle d’échanges internationaux par le biais stages techniques à l'étranger pour les étudiants en science, ingénierie, arts appliqués ou management.

## Description
Les étudiants peuvent effectuer un stage à l’étranger avec l’association pour une durée comprise entre 4 semaines et 18 mois. L’IAESTE est composée de comités issus de plus de 80 pays différents, avec la possibilité d’accepter de nouveaux pays dans l’association chaque année.
Le règlement et le statut de l’association IAESTE ont été établis lors de la conférence générale de 2005 qui s’est tenue à Carthagène des Indes, en Colombie, faisant d’elle une association à but non lucratif dont le siège se situe à Luxembourg.
Le slogan de l’IAESTE est le suivant : « Work, Experience, Discover », autrement dit « Travaille, Fais des expériences, Découvre ».
L’IAESTE a pour but de mettre en contact les étudiants avec des employeurs de pays étrangers, fournir à des étudiants d’universités une expérience technique ainsi que promouvoir l’enrichissement et les échanges culturels entre les étudiants et leurs communautés d’accueil.

## IAESTE francophones

### IAESTE France
La France fait partie des premiers pays fondateurs de l'IAESTE. Un comité était présent en France, mais a fini par fermer dans les années 2010. Quelques années plus tard, un nouveau comité français voit le jour : l’IAESTE France Grenoble-Alpes. Celui-ci a été créé en janvier 2018 et compte ses membres parmi les étudiants de l’université Grenoble-Alpes, Polytech Grenoble et Grenoble INP.